# معركة برلين
عملية الهجوم على برلين (الروسية: Берлинская наступательная операция) أو معركة برلين (بالألمانية: Schlacht um Berlin) واحدة من المعارك الأخيرة على الجبهة الأوروبية في الحرب العالمية الثانية، والتي أطلق السوفيت عليها عملية الهجوم الإستراتيجي على برلين، حيث قامت جبهتان سوفيتيان بمهاجمة برلين من الشرق والجنوب، بينما قامت جبهة ثالثة باجتياح شمال برلين.
ودارت رحى المعركة من أواخر أبريل 1945 حتى أوائل مايو، والتي كانت واحدة من أكثر المعارك دموية في التاريخ. وقام أدولف هتلر ومعه الكثير من أتباعه بالانتحار قبل نهاية المعركة. واستسلمت القوات الألمانية تحت وطأة الحصار في 2 مايو، ولكن القتال استمر في الشمال الغربي والغرب والجنوب الغربي من المدينة حتى نهاية الحرب في أوروبا في 8 مايو (9 مايو في الاتحاد السوفيتي). وقد فضلت الوحدات الألمانية المتمركزة غربًا التي قاتلت السوفيت الاستسلام للحلفاء الغربيين الذين لم يخوضوا المعركة أملاً في معاملة أفضل.

## مقدمة
في 12 يناير 1945، بدأ الجيش الأحمر هجوم فيستولا - الأودر من وارسو عبر نهر ناريف. استمرت العملية ثلاثة أيام على جبهة عريضة تضمنت أربع مجموعات جيوش. وفي اليوم الرابع، بدأ الجيش الأحمر بالتحرك غربًا بسرعة 30 إلى 40 كيلومتر في اليوم تقريبًا قاطعًا دول البلطيق وغدانسك وشرق بروسيا وبوزنان، راسمًا خطًا يبعد 60 كيلومتر شرق برلين ومحاذيًا لنهر أودر.
حاولت مجموعة جيوش فيستولا المتكونة حديثًا تحت قيادة رئيس وحدات النخبة النازية هاينريش هيملر القيام بهجوم مضاد، ولكنها فشلت بحلول يوم 24 فبراير. فتقدم الجيش الأحمر إلى بوميرانيا، مؤمّنًا الضفة اليمنى لنهر الأودر ووصولاً إلى سيليزيا.
وفي الجنوب، حمى وطيس معركة بودابست، وفشلت ثلاثة محاولات ألمانية لفك الحصار عن العاصمة المجرية وسقطت في يد السوفيت في 13 فبراير. وقام الألمان بهجوم مضاد مرة أخرى، وأصر أدولف هتلر على استعادة نهر الدانوب، والتي كانت مهمة مستحيلة. وفي 16 مارس، فشل الهجوم الألماني على بحيرة بلاتون واستعاد السوفيت بهجومهم المضاد الذي استمر 24 ساعة كل ما اكتسبه الألمان في 10 أيام. وفي 30 مارس، دخل السوفيت النمسا واستولوا على فيينا في 13 أبريل.
وكان من الواضح حينها أن هزيمة الرايخ الثالث لن تستغرق سوى أسابيع قليلة، حيث فقد الجيش الألماني (الفيرماخت) ما بين يونيو وسبتمبر 1944 أكثر من مليون رجل وشحّ الوقود والذخيرة. ولكن هتلر قرر البقاء في المدينة على الرغم من نصائح مستشاريه. وفي 12 أبريل، علم هتلر بخبر وفاة الرئيس الأمريكي فرانكلين روزفلت، فأعطاه ذلك أملاً زائفًا بحدوث انشقاق بين الحلفاء يمكن برلين من النجاة في آخر لحظة، كما حدث من قبل خلال ما يُطلق عليه «معجزة البراندينبرغ».
ولم يقدم الحلفاء الغربيون على أي تحرك لمساعدة السوفيت لدخول برلين، وكان لديهم العديد من التبريرات. الجنرال الأمريكي أيزينهاور اعتبر أن برلين ستكون في نطاق النفوذ السوفيتي بعد الحرب، لذلك لا داعي للتضحية بأرواح الجنود الأمريكيين، كما أنه خاف من «النيران الصديقة» التي يمكن أن تصيب جنوده عند دخولهم المدينة. وكانت المشاركة الغربية الوحيدة الواضحة لهزيمة عاصمة النازية هي القصف الجوي الإستراتيجي خلال عام 1945 الذي قامت به القوات الجوية الأمريكية والقوات الجوية الملكية البريطانية، وانتهت هذه الغارات ليلة 21/20 أبريل قبل دخول السوفيت المدينة.

## التحضير للحرب
كان للهجوم السوفيتي على وسط ألمانيا - الذي أصبح فيما بعد ألمانيا الشرقية - هدفين. أراد ستالين أن يقابل جيوش الحلفاء الغربيين في أبعد نقطة في الغرب، للسيطرة على أكبر مساحة ممكنة من ألمانيا، لذلك حارب على جبهة واسعة تضمنت أربع مجموعات جيوش. الهدف الثاني والأهم بالنسبة له كان السيطرة على برلين، ولذلك كان الهدفان متكاملان لأن السيطرة على أكبر مساحة من الأرض تتطلب سقوط برلين في يده. كما أن برلين تحوي الكثير من الأسرار والوثائق منها وثائق البرنامج النووي الألماني لتصنيع القنبلة الذرية. وفي 6 مارس، عين هتلر الفريق هيلموت ريمان كقائد لمنطقة برلين الدفاعية مكان الفريق برونو ريتر فون هاوينسشيلد.
وفي 20 مارس، عُين اللواء غوتهارد هاينريتسي قائدًا لمجموعة جيوش فيستولا بدلاً من قائد وحدات النخبة النازية هاينريش هيملر. وكان هاينريتسي واحدًا من أفضل المخططين الدفاعيين في الجيش الألماني. وبدأ فورًا في إعداد الخطط الدفاعية. وكان افتراضه صحيحًا بأن الهجوم السوفيتي الرئيسي سيكون على نهر الأودر وعلى طول طريق الأوتوبان الرابط بين شرق وغرب ألمانيا. وقرر هاينريتسي عدم الدفاع عن ضفاف نهر الأودر، وأكتفي بترك قوة مناوشة صغيرة. وبدلاً من الدفاع عن النهر، أمر المهندسين بتقوية مرتفعات سيلو المشرفة على النهر في موقع يعبره الطريق السريع، وكان هذا الموقع على بعد حوالي 17 كيلومتر غرب الأودر و90 كيلومتر شرق برلين. قلّل هاينريتسي من قواته في الأماكن الأخرى لتركيز الجنود على المرتفعات. وحول المهندسون الألمان نهر الأودر، الذي كان حينها مليئًا بماء الربيع الذائب من جليد الشتاء، إلى مستنقع بتوجيه الماء إلى خزان مائي، وخلف النهر بنى المهندسون ثلاثة أحزمة من التحصينات الدفاعية. وصل طول هذه التحصينات إلى أطراف برلين (وكانت خطوط التحصينات القريبة من برلين تسمى موقع فوتن). تكونت هذه الخطوط من خنادق مضادة للدبابات ومدافع مضادة للدبابات وشبكة كثيفة من الخنادق والأقبية المحصنة.

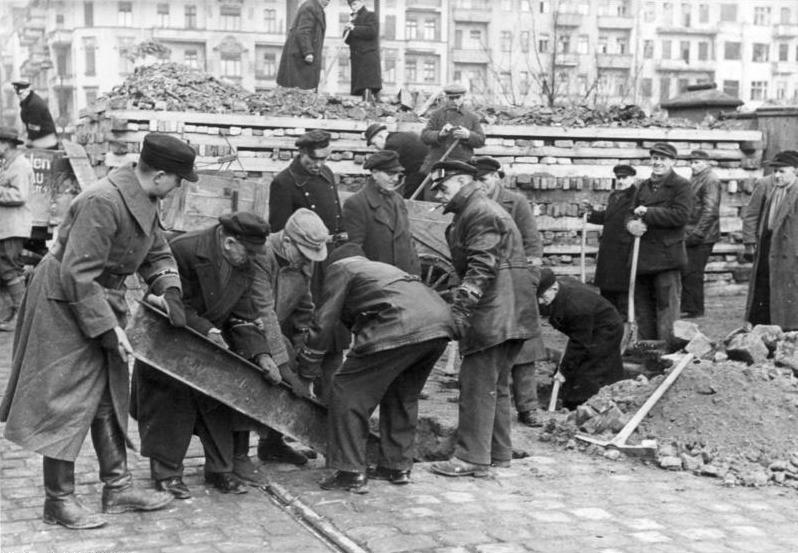
عناصر الفولكسشتورم يبنون جدر دفاعية، برلين، 10 مارس 1945

وفي 9 أبريل، وبعد مقاومة طويلة سقطت كونغسبيرغ - الواقعة في شرق بروسيا - أخيرًا في يد الجيش الأحمر، مما أعطى ذلك فرصة للمشير روكوسوفسكي قائد الجبهة البيلاروسية الثانية للتحرك غربًا ناحية نهر الأودر. وركز المشير غيورغي جوكوف جبهته البيلاروسية الأولى - التي كُلفت بالقتال على طول نهر الأودر من فرانكفورت في الجنوب إلى بحر البلطيق - في مساحة أمام مرتفعات سيلو. وبينما كانت إعادة تجميع القوات السوفيتية تجري، تكونت ثغور بين الخطوط وتمكنت بقايا الجيش الثاني الألماني بقيادة اللواء ديتريش فون ساوكين، التي تجمعت في منطقة قرب غدانسك، من الهرب إلى دلتا الفيستولا. وفي الجنوب، حول المشير كونيف معظم قوات الجبهة البيلاروسية الأولي من سيليزيا العليا إلى نهر نايسه إلى الشمال الغربي.
كان مجموع قوات الجبهات الثلاث السوفيتية 2,5 مليون رجل (منهم 78,556 جندي من الجيش البولندي الأول)، و 6,250 دبابة و 7,500 طائرة و 41,600 قطعة مدفعية ومدافع مورتر و 3,255 عربة تحمل منصات إطلاق صواريخ كاتيوشا و 95,383 عربة.

## معركة النايسه - الأودر
كانت البقعة التي شهدت المعركة الرئيسية هي مرتفعات سيلو، الخط الدفاعي الرئيسي الأخير خارج برلين. كانت هذه المعركة التي استغرقت أربعة أيام من 16 أبريل إلى 19 أبريل، هي آخر معركة أرضية في الحرب العالمية الثانية. اشترك في هذه المعركة من الجانب السوفيتي مليون رجل تقريبًا وأكثر من 20,000 دبابة وقطعة مدفعية لاختراق الخط الدفاعي الألماني الذي كان يحرسه حوالي 100,000 جندي و 1,200 دبابة ورشاش. انتصر السوفيت المعركة بقيادة جوكوف بعدما خسروا حوالي 30,000 رجل، بينما خسر الألمان 12,000 رجل.
وفي 19 أبريل، اليوم الرابع للمعركة، اخترقت الجبهة البيلاروسية الأولى آخر خط في دفاعات مرتفعات سيلو ولم يكن هناك ما يحول بينهم وبين برلين إلا شراذم متفرقة من القوات الألمانية. كانت الجبهة البيلاروسية الأولي تجتاح البلاد بعد أن استولت على «فورشت» في اليوم السابق. وقام جيش الحرس الثالث بقيادة غوردوف وجيشا دبابات الحرس الثالث والرابع بقيادة كلا من ريبالكو وليليشينكو على التوالي بالهجوم شمال شرق برلين، بينما توجهت الجيوش الباقية غربًا إلى قطاع يوجد فيه خط جبهة للجيش الأمريكي على نهر إلبه. وكانت الجيوش السوفيتية بهذا التحرك تفصل بين مجموعة جيوش فيستولا في الشمال وبين مجموعة الجيوش المركزية الألمانية في الجنوب. وفي نهاية هذا اليوم، انتهى وجود الجبهة الألمانية الشرقية الممتدة من شمال فرانكفورت حول مرتفعات سيلو إلى الجنوب حول فورشت، ومكنت هذه الاختراقات الجبهات السوفيتية من محاصرة الجيش التاسع الألماني في منطقة واسعة غرب فرانكفورت. وأدت محاولات الجيش التاسع الألماني للهرب للغرب إلى معركة الهالبه، وكانت خسائر السوفيت فادحة بين 1 أبريل و19 أبريل، أكثر من 2.807 دبابة منها حوالي 727 في معركة سيلو.

## حصار برلين

20 أبريل، هتلر يقابل شباب هتلر قبل المعركة

في يوم عيد ميلاد هتلر، 20 أبريل، بدأت مدفعية الجبهة البيلاروسية الأولى في قصف وسط برلين، ولم تتوقف حتى استسلمت المدينة، (وكان وزن متفجرات المدفعية السوفيتية أثقل من الحمولة التي قذفتها قاذفات الحلفاء الغربيين) واخترقت الجبهة البيلاروسية الأولى التشكيلات الأخيرة للجناح الشمالي لمجموعة الجيوش المركزية أثناء تقدمها ناحية شرق وشمال شرق المدينة وعبروا شمال يوتربوغ، حتى وصلوا قرب الخطوط الأمريكية الأمامية على نهر إلبه في ماغديبورغ. وفي الشمال بين شتاتين وشفيدت، هاجمت الجبهة البيلاروسية الثانية الجانب الشمالي لمجموعة جيوش فيستولا التابعة حيث جيش الدبابات الثالث بقيادة هاسو فون مانتيفيل. وخلال اليوم التالي، تقدم جيش دبابات الحرس السوفيتي الثاني بقيادة بوغدانوف حوالي 50 كيلومتر شمال برلين، ثم هاجم جنوب غرب فيرنيشين. ووصلت وحدات سوفيتية أخرى على حدود المدينة، وكانت خطة السوفيت هي حصار برلين تمهيدًا لحصار الجيش التاسع الألماني.
وانتقلت قيادة الفيلق الخامس الألماني تلقائيًا من جيش الدبابات الرابع إلى الجيش التاسع، عندما وقع في الحصار مع الجيش التاسع شمال فورشت. وكان الفيلق لا يزال يرابط على الطريق السريع الرابط ما بين برلين وكوتبوس. وعندما حقق الجانب الجنوبي لجيش الدبابات الرابع بعض النجاحات في صد هجمات الجبهة البيلاروسية الأولى، قام هتلر بإصدار أوامر أظهرت فقدانه لمهارته العسكرية، فقد أمر الجيش التاسع بالتمركز في كوتبوس، وتكوين جبهة غربية، ثم عليهم مهاجمة القوات السوفيتية المتجهة شمالاً. وكانت هذه الجبهة طرف الكماشة الشمالي الذي سيطبق مع جيش الدبابات الرابع القادم من الجنوب على الجبهة الأوكرانية الأولى. كان عليهم انتظار هجوم جنوبي من جيش الدبابات الثالث، ثم الاستعداد للتحول لطرف كماشة جنوبي لتطويق الجبهة البيلاروسية الأولي التي سيتم تدميرها بواسطة مفرزة (أكبر من فيلق وأصغر من جيش) تتقدم من شمال برلين بقيادة لواء وحدات النخبة النازية فيليكس شتاينر. عندما أوضح شتاينر أنه لا يملك فرق الجيش الكافية للهجوم، قام هاينريتسي بالاتصال بقادة أركان هتلر وقال لهم إنهم إذا لم يسحبوا الجيش التاسع في أسرع وقت فأنه سيُحاصر بين الجبهتين البيلاروسية والأوكرانية، وأنه قد فات أوان تحركه إلى الشمال الغربي إلى برلين ويجب عليه التحرك غربًا. وذهب هاينريتسي إلى حد التهديد بأنه سيطلب من هتلر التنحي إذا لم يأمر بتحرك الجيش التاسع غرباً.
وفي 22 أبريل، كان هتلر في حالة يرثى لها من الغضب الممزوج بالدموع في اجتماع تقييم الحالة، عندما أدرك أن خطط اليوم السابق لم يكتب لها النجاح. وأعلن أنه خسر الحرب ولام لواءاته، وقرر البقاء في برلين حتى النهاية ثم الانتحار. وفي محاولة لإخراج هتلر من غضبه، اقترح اللواء ألفرد يودل سحب الجيش الثاني عشر الألماني الذي يقوده الجنرال فالتر فينك من الغرب للتوجه إلى برلين ما دام الأمريكيين لن يتقدموا أكثر من مواقعهم على نهر الألبه. وتعلق هتلر بالفكرة، وفي خلال ساعات أُمر فينك بفك الاشتباك مع الأمريكيين والتحرك بجيشه إلى الشمال الشرقي إلى برلين، وأدرك أنه إذا تحرك الجيش التاسع غربًا، فسيلتحم مع الجيش الثاني عشر. وفي المساء أعطى هاينريتسي الأمر بالالتحام.
وبعيدًا عن غرفة الخرائط وتخيلات قادة الأركان في مقر الفوهرر، كان السوفيت يكسبون المعركة فعليًا على الأرض، فقد قامت الجبهة البيلاروسية الثانية بإنشاء رأس جسر على الضفة الشرقية لنهر الأودر، وعبرت مسافة 15 كيلومتراً واشتبكت بضراوة مع جيش الدبابات الثالث، وخسر الجيش التاسع كوتبس بعدما ضُغط عليه من الشرق، وتقدمت دبابات سوفيتية كرأس حربة على نهر الهافل إلى شرق برلين، واخترقت دبابات أخرى الحلقة الدفاعية الداخلية لبرلين.
قام أحد المراسلين الحربيين السوفيت بالتعليق على المعركة بأسلوب الصحافة الروسية الحماسي المعروف أتناء الحرب العالمية الثانية، عندما أصبحت برلين في مدى قذائف المدفعية السوفيتية، قائلاً:
| « | رأينا على جدران البيوت نداءات غوبلز التي كُتبت بعُجالة بطلاء أبيض: "سيدافع كل ألماني عن عاصمته. سندحر الجحافل الحمراء على أسوار مدينتنا. فقط حاولوا أن توقفوهم!" ورصت الحواجز والألغام والشراك والفرق الانتحارية يمسكون قنابلهم اليدوية بأيديهم في انتظار الهجوم. وبدأت السماء تمطر قليلاً، ورأيت بطاريات الصواريخ قرب بيسدورف تستعد لإطلاق النار. "ما هي الأهداف؟" سألت قائد البطاريات. أجابني "وسط برلين وجسور شبري، وشمال برلين ومحطة قطارات شتاتين" ثم جاءت الأوامر من القيادة "اقصفوا عاصمة ألمانيا الفاشية." ونظرت في الساعة فكانت 8:30 صباحًا، يوم 22 أبريل. وسقطت ستة وتسعون قذيفة مدفع على وسط برلين خلال بضع دقائق. | » |

وفي 23 أبريل، ضيقت الجبهتان البيلاروسية والأوكرانية الخناق على برلين، وقطعت آخر ارتباط بين الجيش التاسع والعاصمة، واستمرت عناصر من الجبهة البيلاروسية الأولى في التحرك غربًا، وبدأت في الاشتباك مع الجيش الألماني الثاني عشر الذي كان متجهًا إلى برلين. وفي نفس اليوم، عين هتلر اللواء هيلموت فايدلينغ كقائد لمنطقة برلين الدفاعية مكان الفريق ريمان. وبحلول 24 أبريل، أكملت عناصر من الجبهتين البيلاروسية والأوكرانية الحصار على المدينة. وفي اليوم التالي 25 أبريل، بحثت وحدات سوفيتية كبيرة عن مداخل قطارات الإنفاق لاختراقها، وفي نهاية اليوم، انهارت الدفاعات الألمانية الرئيسية، ولم يكن هناك شيء يحول دون دخول السوفيت للمدينة، إلا دفاعات يمكنها فقط تأخير الدخول، لأن السوفيت كسبوا المعارك الحاسمة خارج المدينة.

## المعركة في برلين
كانت القوات المتاحة لفايدلينغ للدفاع عن المدينة مكونة من العديد من فرق الجيش الألماني وفرق وحدات النخبة النازية المقاتلة (فافين) (بالألمانية: Waffen-SS). كان تعداد تلك القوات حوالي 45.000 رجل، وكانت هذه الفرق مدعمة بقوات الشرطة والصبيان الصغار في منظمة شباب هتلر، وجيش الشعب (بالألمانية: Volkssturm) (فولكس شتورم). وكان العديد من الرجال الكبار في الفولكس شتورم مقاتلين سابقين في الجيش وبعضهم كان من قدامي المحاربين الذين شاركوا في الحرب العالمية الأولى، كما كان لدى قائد حي وسط المدينة، عميد وحدات النخبة النازية فيلهلم مونكه، أكثر من 2.000 رجل تحت قيادته. قسّم فايدلينغ المدينة إلى ثمانية أقسام، كل قسم يقوده عقيد أو لواء، ولكن لم يمتلك معظمهم خبرة قتالية سابقة. وفي غرب المدينة كانت ترابط فرقة المشاة العشرون، وفي الشمال فرقة المظلات التاسعة، إضافة إلى فرقة دبابات مونخيبورغ في الشمال الشرقي، وفي الجنوب الغربي شرق مطار تيمبلهوف فرقة المشاة الميكانيكية الحادية عشر التابعة لوحدات النخبة النازية المسماة نوردلاند (بالألمانية: Nordland)، وفرقة المشاة الميكانيكية الثامنة عشر التابعة للاحتياط المرابطة في حي وسط برلين.
كان مصير برلين قد حُسم منذ أن ربح السوفيت المعارك الحاسمة خارج المدينة، وعلى الرغم من ذلك فقد استمر الألمان في المقاومة. وفي 23 أبريل، هاجم جيش الصاعقة الخامس بقيادة نيقولاي برزارين وجيش دبابات الحرس الأول بقيادة ميخائيل كاتوكوف برلين من الجنوب الشرقي، وبعد أن صدا هجوم مضاد بواسطة فيلق الدبابات السادس والخمسين الألماني، وصلا في مساء 24 أبريل إلى السكك الحديدية لقطارات الأنفاق في الجانب الشمالي من قناة تيلتوف. وفي نفس الوقت، أمر هتلر كل القوات الألمانية بإعادة تقوية الدفاعات الداخلية، ولكن لم يصل إلى برلين سوى وحدات من المتطوعين في وحدات النخبة النازية الفرنسية تحت قيادة العميد غوستاف كروكنبيرغ. وفي يوم 25 أبريل، عُين كروكنبيرغ كقائد للقطاع الدفاعي ج، وكان قطاع ج هو أكثر قطاع يعاني من الضغط السوفيتي لدخول المدينة.
وفي 26 أبريل، عُين لواء المدفعية هيلموت فايدلينغ كقائد لمنطقة برلين الدفاعية، وشق جيش الحرس الثامن بقيادة فاسيلي تشيكوف وجيش دبابات الحرس الأول طريقهما عبر الضواحي الجنوبية وهاجما مطار تيمبلهوف، ووصلا إلى حلقة قطارات الأنفاق الدفاعية، حيث واجها مقاومة شرسة من فرقة مينخيبورغ. ولكن بحلول 27 أبريل، واجهت فرقتا المينخيبورغ والنوردلاند الضعيفتان اللتان تدافعان عن الجنوب الشرقي خمسة جيوش سوفيتية - من الشرق إلى الغرب: جيش الصاعقة الخامس وجيش الحرس الثامن وجيش دبابات الحرس الأول وجيش دبابات الحرس الثالث بقيادة بافل ريبالكو (جزء من الجبهة الأوكرانية الأولى)، لذلك تراجعت فرقتا المينخيبورغ والنوردلاند إلى وسط المدينة، حيث اتخذا مواقع دفاعية جديدة حول هيرمانبلاتز. أبلغ كروكنبيرغ في الحال اللواء هانز كريبس قائد أركان القيادة العليا للجيوش الألمانية، أنه في خلال 24 ساعة سيتوجب على فرقة النوردلاند التراجع إلى قطاع وسط المدينة، وكانت القوات السوفيتية تتقدم إلى وسط المدينة على المحاور الرئيسية التالية: من الجنوب الشرقي على طول الفرانكفورتر إليه (وينتهي عند ألكسندربلاتز)؛ ومن الجنوب عبر سونين إليه وينتهي شمال بيل أليانس بلاتز، ومن الجنوب وينتهي عند بوتسدامر بلاتز ومن الشمال وينتهي قرب الرايخستاغ. كانت الأماكن التي شهدت أعنف المعارك هي الرايخستاغ وجسر ملتكه وألكسندربلاتز وجسور هافل في شبانداو، وكان القتال من بيت إلى بيت وفي الشوارع، وقاتلت الوحدات الأجنبية التابعة لوحدات النخبة النازية بشراسة، لأنها كانت ذات عقيدة ومبدأ كما اعتقدوا أنهم سيقتلون لو وقعوا في الأسر.

### السيطرة على الرايخستاغ
وفي الساعات الأولى من صباح 29 أبريل، عبر جيش الصاعقة السوفيتي الثالث جسر مولتكه، وبدأ في الانتشار في الشوارع والمباني المحيطة، وكان لغياب المدفعية أثرًا كبيرًا على سرعة تقدم الهجمات الأولى على المباني التي تضمنت مبنى وزارة الداخلية. ولم تتدخل المدفعية، حتى تم إصلاح الجسر المدمر. وفي الساعة الرابعة صباحًا بمقر الفوهرر، كتب هتلر وصيته الأخيرة ثم تزوج من إيفا براون، وبحلول الفجر كثف السوفيت هجماتهم من الجنوب الشرقي. وبعد قتال عنيف تمكنوا من احتلال مقر الغيستابو في شارع برينز-ألبريخت (بالألمانية: Prinz-Albrecht Straß)، والذي يُعرف حاليًا باسم نايدركيرشنير (بالألمانية: Niederkirchner straße)، ولكن السوفيت أُجبروا على التراجع من المبنى تحت ضغط الهجوم المضاد الذي قامت به وحدات النخبة النازية. وفي الجنوب الغربي، بدأ جيش الحرس الثامن هجومه ناحية الشمال عبر قناة لاندفير إلى تايرغارتين.
وبحلول اليوم التالي، 30 أبريل، تمكن السوفيت من إعادة بناء الجسور المحطمة وبمساندة المدفعية هاجموا الرايخستاغ في الساعة السادسة صباحًا. ولم يتمكن السوفيت من دخول المبنى حتى المساء، بسبب الخنادق الألمانية حول المبنى ومساندة مدافع عيار 88 مللي الموجودة على أبراج المدفعية المضادة للطائرات في حديقة حيوان برلين التي تبعد كيلومترين عن الرايخستاغ. لم يكن مبنى الرايخستاغ مستخدمًا منذ عام 1934، عندما أمر هتلر بحرقه، وكان المبنى من الداخل بشبه كومة ركام. واستغل الألمان هذا أحسن استغلال، واعتمدوا اعتمادًا كبيرًا على الانتظار في الخنادق والحفر وبين الركام. طارد السوفيت الألمان داخل المبنى من غرفة إلى غرفة، واستغرقت هذه المطاردات يومين حتى سيطر السوفيت تمامًا على الرايخستاغ.

### السيطرة على وسط المدينة
|  |
|  |
|  |

خلال الساعات الأولى من صباح 30 أبريل، أبلغ فايدلينغ هتلر شخصيًا أن المدافعين عن المدينة ستنفذ ذخيرتهم بحلول الليل، فأعطاه هتلر الأذن بمحاولة الهروب عبر خطوط الجيش الأحمر التي تحاصر برلين. وفي عصر هذا اليوم، انتحر هتلر وإيفا وأُحرقت جثتيهما في مكان ليس ببعيد عن مقر الفوهرر. وكان هتلر قد أوصى في وصيته الأخيرة برئاسة البلاد للواء بحري كارل دونتز في حكومة فلنسبورغ، وبالمستشارية لغوبلز.
وعندما عبر السوفيت الخطوط الدفاعية وتراجع المدافعون، تركزوا في منطقة صغيرة في وسط المدينة. وكانوا حوالي 10.000 جندي ألماني، تمت مهاجمتهم من جميع الجهات، وعلى جانب آخر دكت المدفعية السوفيتية مبنى وزارة الطيران المبني من الخرسانة المسلحة، وتراجعت كتيبة دبابات التايغر الألمانية من مواقعها شرق تايرغارتين للدفاع عن وسط المدينة ضد جيش الحرس الثالث بقيادة كوتزنيتسوف (الذي كان على الرغم من اشتراكه في القتال بضراوة حول الرايخستاغ، إلا أنه كان يتقدم من شمال تايرغارتين) وضد جيش الحرس الثامن الذي كان يتقدم من جنوب تايرغارتين. قسمت القوات السوفيتية المنطقة التي تشبه الهلال التي يسيطر عليها الألمان إلى نصفين، وجعلوا الهروب إلى الغرب أكثر صعوبة.
وفي الساعات الأولى من يوم 1 مايو، جرت محادثة بين كريبس واللواء تشيكوف قائد جيش الحرس الثامن السوفيتي، وأخبره بموت هتلر ورغبته في إجراء مفاوضات الاستسلام النهائي للمدينة، إلا أنهما لم يتوصلا لاتفاق بسبب إصرار السوفيت على الاستسلام غير المشروط وإدعاء كريبس عدم امتلاكه صلاحية ذلك. وفي عصر هذا اليوم، انتحر غوبلز وعائلته، وكان غوبلز هو العقبة الوحيدة أمام فايدلينغ لإعلان الاستسلام غير المشروط، لكنه فضل الانتظار حتى صباح اليوم التالي لإعلان الاستسلام، حتى ينفذ مخططه للهرب في الليل.

### السقوط والاستسلام
وفي ليلة 2/1 مايو، حاول معظم الجنود الألمان عبور الخطوط السوفيتية للهرب من وسط المدينة في ثلاثة اتجاهات مختلفة، ونجح فقط الجنود الذين اتجهوا غربًا نحو حي تيرغارتين بعد أن عبروا جسر الشارلوتين (بالألمانية: Charlottenbrücke) (على نهر هافل) للوصول إلى شبانداو. وعلى الرغم من نجاحهم في الهرب والوصول إلى شبانداو، إلا أن القلة التي عبرت أولاً هي التي نجحت في الوصول لخطوط الحلفاء الغربين، بينما قتل أو أسر السوفيت معظم الهاربين. وفي الصباح الباكر ليوم 2 مايو، سيطر السوفييت على مقر المستشارية، ولم يتكبد السوفييت العناء الذي تكبدوه للسيطرة على الرايخستاغ، لأن معظم الجنود هربوا أو كانوا مشغولين بالهرب. واستسلم اللواء فايدلينغ وقادة أركانه في الساعة السادسة صباحًا، واصطحبه السوفيت لمقابلة اللواء تشوكوف في الساعة 8:30 صباحًا، حيث وافق فايدلينغ على أن يصدر الأوامر للجنود الألمان بالاستسلام للسوفيت، وقام فايدلينغ بكتابة هذا الأمر بناء على أوامر اللواءين تشوكوف وفاسيلي سوكولوفسكي.
وغادرت الحامية القوية المكونة من 350 رجل برج المدفعية المضادة للطائرات في حديقة برلين، وكان هناك قتال متفرق في بعض البنايات المعزولة، حيث يوجد بعض جنود وحدات النخبة النازية الذين رفضوا الاستسلام، فقام السوفيت بتحويل هذه البنايات إلى ركام. وقام الجيش الأحمر بتوزيع الطعام على الألمان مدنيين وعسكريين في مطاعم تابعة للجيش الأحمر، ولكنهم قبضوا على أي شخص يرتدي أي لباس رسمي مثل رجال الإطفاء وعمال السكك الحديدية في البيوت، وأرسلوهم للشرق كسجناء حرب.

## المعركة خارج برلين
في وقت ما في يوم 28 أبريل أو 29 أبريل، تم إعفاء اللواء غوتهارد هاينريتسي قائد مجموعة جيوش فيستولا من منصبه، بسبب عصيانه لأوامر هتلر المباشرة له بالدفاع عن برلين بأي ثمن وعدم التراجع أو الاستسلام نهائيًا، وتم استبداله باللواء كورت شتودنت، ولكن تم تعيين اللواء كيرت فون تيبيلسكيرخ مؤقتًا، حتى وصول اللواء شتودنت. إلى الآن هناك التباس حول معرفة من منهم حل محل هاينريتسي، حيث ترجح بعض المصادر سقوط شتودنت أسيرًا في أيدي البريطانيين وعدم وصوله لبرلين، وبغض النظر عن من كان القائد، فقد حطمت الحالة المتدهورة التي يعاني منها الألمان في آخر أيام الحرب مسألة قيادة مجموعة جيوش فيستولا، أو تلقيها الأوامر أو إصدارها للتقارير.
وفي مساء 29 أبريل، خاطب كريبس اللواء ألفرد يودل (القائد الأعلى للقوات المسلحة) بواسطة اللاسلكي قائلاً:
| « | طلب تقرير عاجل. أولاً عن مكان الجيش الثاني عشر بقيادة فالتر فينك. ثانيًا الوقت المحدد للهجوم. ثالثًا موقع الجيش التاسع. رابعًا تحديد المكان الذي سيعبر منه الجيش التاسع بالضبط. خامسًا مكان فيلق الدبابات الحادي والأربعون الألماني بقيادة اللواء رودولف هولسته. | » |

وفي الصباح الباكر ليوم 30 أبريل، رد عليه يودل:
| « | أولاً تعثر فينك جنوب بحيرة شفايلوف. ثانيًا لذلك، الجيش الثاني عشر غير قادر على مواصلة الهجوم على برلين. ثالثًا تم محاصرة جزء من الجيش التاسع. رابعًا فيلق دبابات هولسته في موقع دفاعي. | » |

### الشمال
بدأت الجبهة البيلاروسية الثانية بقيادة روكوسوفسكي هجومها على شمال برلين، في الوقت الذي كانت الجبهة البيلاروسية الأولى والجبهة الأوكرانية الأولى تحاصر برلين وتحارب داخلها. وفي 20 أبريل، في مكان بين شتاتين وشفيدت، هاجمت الجبهة البيلاروسية الثانية جيش الدبابات الثالث الألماني في الجانب الشمالي للمنطقة التابعة لمجموعة جيوش فسيتولا. وبحلول 22 أبريل، قامت الجبهة البيلاروسية الثانية بإنشاء رأس جسر على الضفة الشرقية لنهر الأودر بعمق أكثر من 15 كيلومتر، واشتبكت بضراوة مع جيش الدبابات الثالث. وفي 25 أبريل، اخترقت الجبهة البيلاروسية الثانية خطوط جيش الدبابات الثالث بالقرب من رأس الجسر جنوب شتاتين، وعبرت مستنقع راندوفبروخ، وفُتح الطريق أمام الجبهة للتحرك غربًا تجاه مجموعة الجيوش الحادية والعشرون البريطانية بقيادة مونتغومري، وشمالاً تجاه ميناء شترالسوند على بحر البلطيق.
تراجع جيش الدبابات الثالث والجيش الحادي والعشرون الألماني المتمركزان شمال برلين تدريجياً غربًا تحت تأثير الضغط المتواصل من الجبهة البيلاروسية الثانية، إلى جيب عرضه 32 كيلومتر يمتد من نهر الإلبه إلى الساحل، وحوصروا بين قوات مجموعة الجيوش البريطانية الحادية والعشرون، وعلى شرقهم الجبهة البيلاروسية الثانية ومن جهة الجنوب الجيش التاسع الأمريكي الذي تحرك شرقًا حتى وصل إلى لودفيغسلوست وشفيرين.

### الجنوب

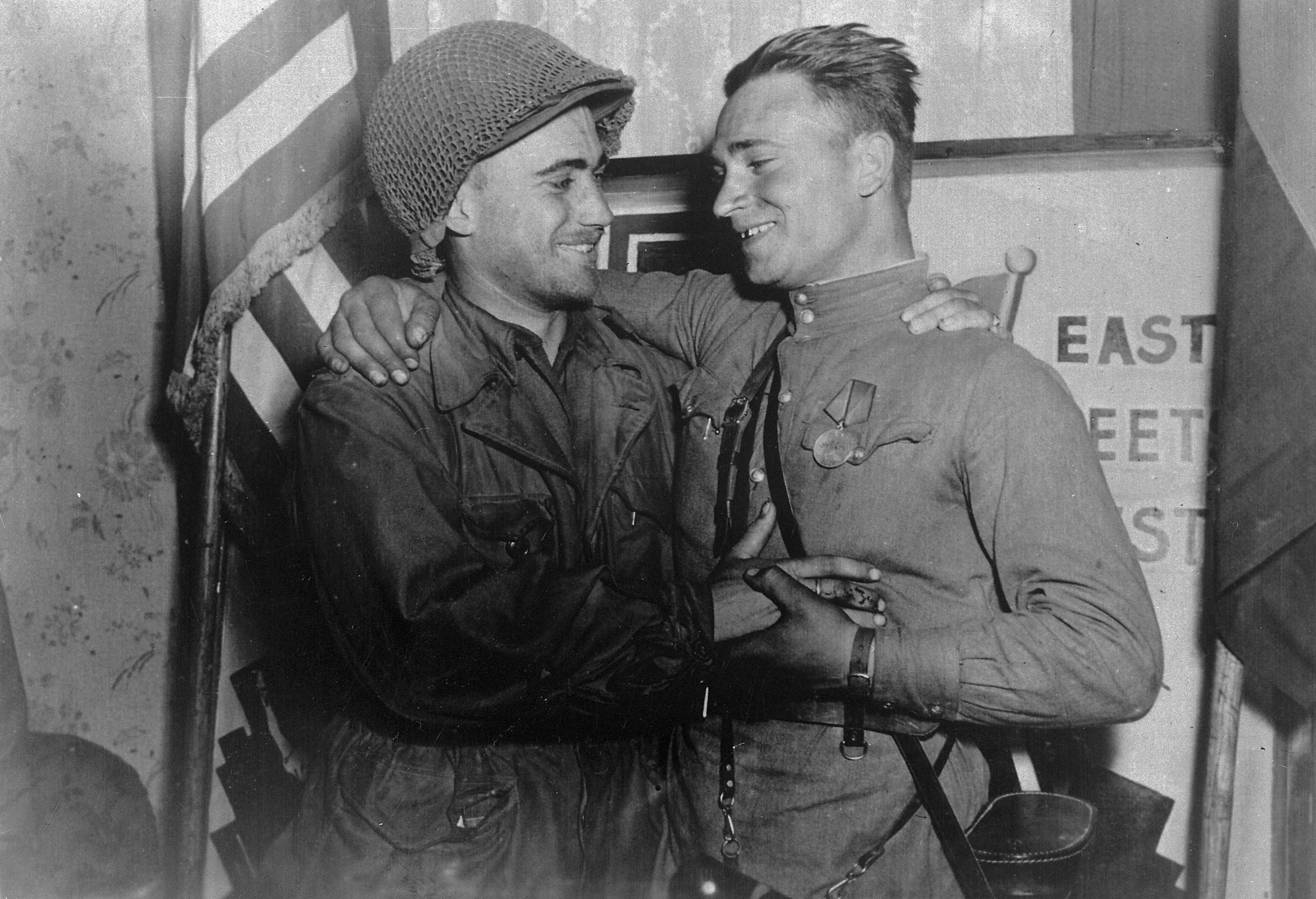
الملازم ويليام روبيرتسون من الجيش الأمريكي والملازم أول ألكسندر سيلفاشكو من الجيش الأحمر، ومن ورائهم تظهر علامة «الشرق يقابل الغرب»، عندما تقابل الجيشان السوفيتي والأمريكي قرب تورغاو، ألمانيا.

أدت النجاحات التي حققتها الجبهة الأوكرانية الأولى خلال الأيام التسع الأولى للمعركة إلى احتلالهم مساحات واسعة جنوب وجنوب غرب برلين بحلول 25 أبريل، وتقابلت مقدمتهم مع عناصر الجبهة البيلاروسية الأولى غرب برلين، مكملين الحلقة التي تحاصر المدينة. وفي هذه الأثناء، تقابلت فرقة الحرس الثامنة والخمسون التابعة لجيش الحرس الخامس التابع للجبهة الأوكرانية الأولى مع فرقة المشاة التاسعة والستون الأمريكية التابعة للجيش الأول الأمريكي قرب تورغاو على نهر الإلبه. قسمت هذه الهجمات القوات الألمانية جنوب برلين إلى ثلاثة أقسام، فحُوصر الجيش التاسع الألماني في جيب هالب، وكان الجيش الثاني عشر الألماني بقيادة فينك يحاول تنفيذ أوامر هتلر التي أصدرها في 22 أبريل بالعودة إلى برلين من الجنوب الغربي، ولكنه قابل مقاومة عنيفة من وحدات الجبهة الأوكرانية الأولى في بوتسدام. وأُجبرت مجموعة الجيوش المركزية بقيادة شورنر على الانسحاب من المعركة، على طول خطوط اتصالها ناحية تشيكوسلوفاكيا.
بين يومي 24 أبريل و1 مايو، دخل الجيش التاسع الألماني معركة يائسة للخروج من جيب هالبه للحاق بالجيش الثاني عشر الألماني، حيث افترض هتلر أنه لو نجح الجيش التاسع في الخروج من الجيب والاتحاد مع الجيش الثاني عشر، فإن الجيشين يمكنهم فك الحصار عن برلين. لكن لا يوجد ما يدل على موافقة جنرالات الجيش الكبار مثل هاينريتسي أو تيودور بوسه أو فينك على فرضية هتلر، ولكن موافقة هتلر على تحرك الجيش التاسع أعطى فرصة لعدد كبير من الجنود الألمان للهرب للغرب والاستسلام لجيش الولايات المتحدة.
وفي فجر 28 أبريل، قامت فرق دبابات الشباب كلاوسفيتز وشارنهورست وتيودور كورنر بالهجوم من الجنوب الغربي ناحية برلين. كانت هذه الفرق أجزاء من الفيلق العشرين الألماني بقيادة فينك ومكونة من ضباط مراكز التدريب؛ مما جعلها واحدة من أفضل وحدات الاحتياط. قامت هذه الفرق بتغطية مسافة طولها 24 كيلومتر، قبل أن تتوقف مسيرتهم على حافة بحيرة شفايلوف، جنوب غرب بوتسدام على بعد 32 كيلومتر من برلين. وفي الليل، أبلغ اللواء فينك القيادة العليا للجيوش الألمانية في فويرستينبورغ أن جيشه الثاني عشر أُجبر على التراجع، وطبقًا لكلام فنك، فأنه لا يمكنه الهجوم على برلين في هذه الحالة، لأن الجيش التاسع تم محاصرته ولا يمكنه الاتحاد معه. في هذه الأثناء، كانت الأحداث تأخذ منحى آخر في هالبه، حيث نجح حوالي 25.000 جندي ألماني يصاحبهم الآلاف المدنيين في الهرب والوصول إلى خطوط الجيش الثاني عشر. كانت الخسائر الناتجة عن معركة هالبه كبيرة على الجانبين، فقتل حوالي 20.000 جندي سوفيتي أثناء محاولتهم منع الألمان من الهروب، وقد دُفن الجنود السوفيت في مقبرة على طريق مارك - زوسن.
وبعد فشل الجيش الثاني عشر في الوصول لبرلين، أعطوا الناجين من الجيش التاسع وسائل انتقال، ثم إتجهوا نحو الألبه، حيث يوجد الجيش الأمريكي. وبحلول 6 مايو، عبرت العديد من وحدات وأفراد الجيش الألماني نهر الألبه واستسلموا للجيش التاسع الأمريكي. وفي نفس الوقت، كانت رؤوس كباري ومقرات الجيش الثاني عشر في حديقة شونهاوزين تحت قصف المدفعية السوفيتية المكثف وتم دفعهم للتكدس في منطقة مساحتها لا تتجاوز 16 كم2.

### الاستسلام
|  |
|  |
|  |

في ليلة 2/3 مايو، استسلم اللواء هاسو فون مانتيفيل قائد جيش الدبابات الثالث الألماني واللواء كيرت فون تيبيلسكيرخ قائد الجيش الثاني عشر الألماني للجيش الأمريكي، كما استسلم الجيش الثاني الألماني تحت قيادة فون ساوكين الذي حارب شمال شرق برلين في دلتا الفيستولا إلى السوفيت يوم 9 مايو. وفي صباح 7 مايو، بدأ رأس الجسر الذي أنشأه الجيش الثاني عشر على نهر الألبه بالانهيار، وعبر فينك النهر في عصر هذا اليوم واستسلم للجيش التاسع الأمريكي.

## الخسائر
خسرت القوات السوفيتية في عملية الهجوم على برلين وما صاحبها من معارك مثل معركة مرتفعات سيلو ومعركة هالبه حوالي 81.116 جندي، طبقًا لبحث لغريغوري كريفوشييف اعتمد فيه على معلومات سرية أُفرج عنها من الأرشيف السوفيتي، بينما كانت التقديرات الغربية أعلى من ذلك بكثير. كما قدر عدد المرضى والجرحى خلال المعركة بـ 280.251 جندي. 6.067. وكلفت العملية السوفيت حوالي 2.000 عربة مدرعة، على الرغم من ذلك فإن الرقم النهائي غير معروف. وقدرت المصادر السوفيتية خسائر الألمان بـ 458.080 قتيل و 479.298 أسير، ولا يُعرف حتى الآن عدد المدنيين القتلى.

## وصلات خارجية
- في ذكرى الحرب برلين تتذكر: الروس قادمون! - موقع ميدل إيست أونلاين